# 杨文龙 (1962年)
杨文龙（1962年—），汉族，中华人民共和国政治人物、第十一届全国政协委员。
加入中国民主建国会，担任民建中央委员、江西省委副主委、仁和发展有限公司董事长。2008年，当选第十一届全国政协委员，代表中国民主建国会，分入第七组。2018年1月，当选第十三届全国政协委员。